# Muzeum Wojsk Lądowych

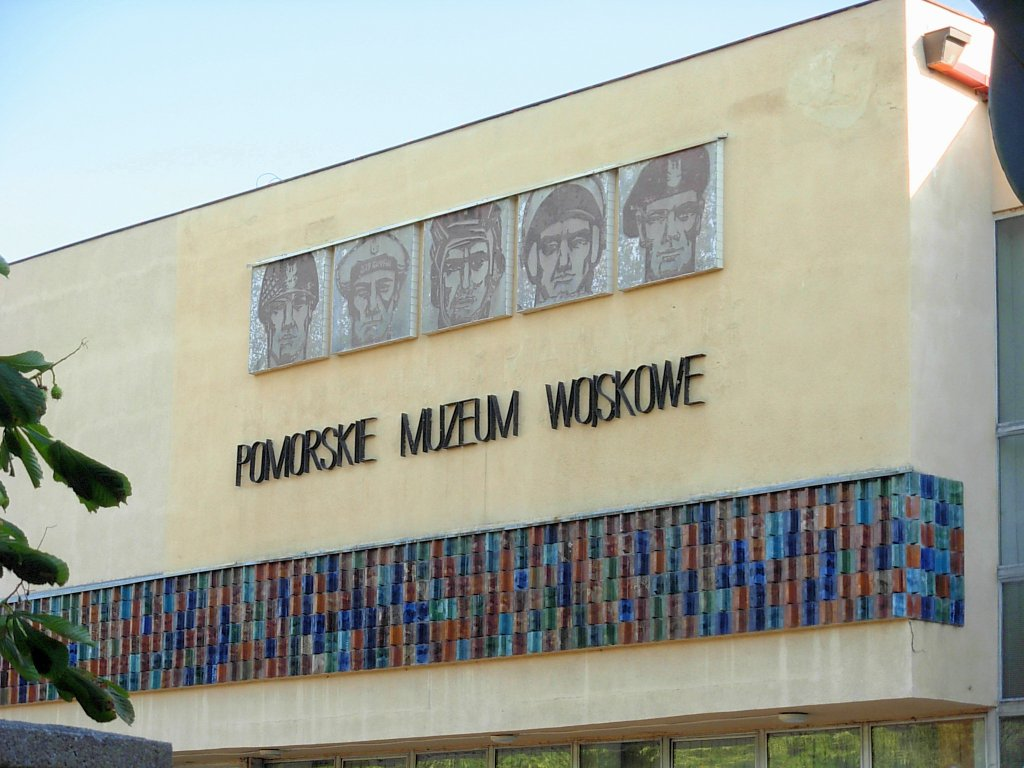
Budynek

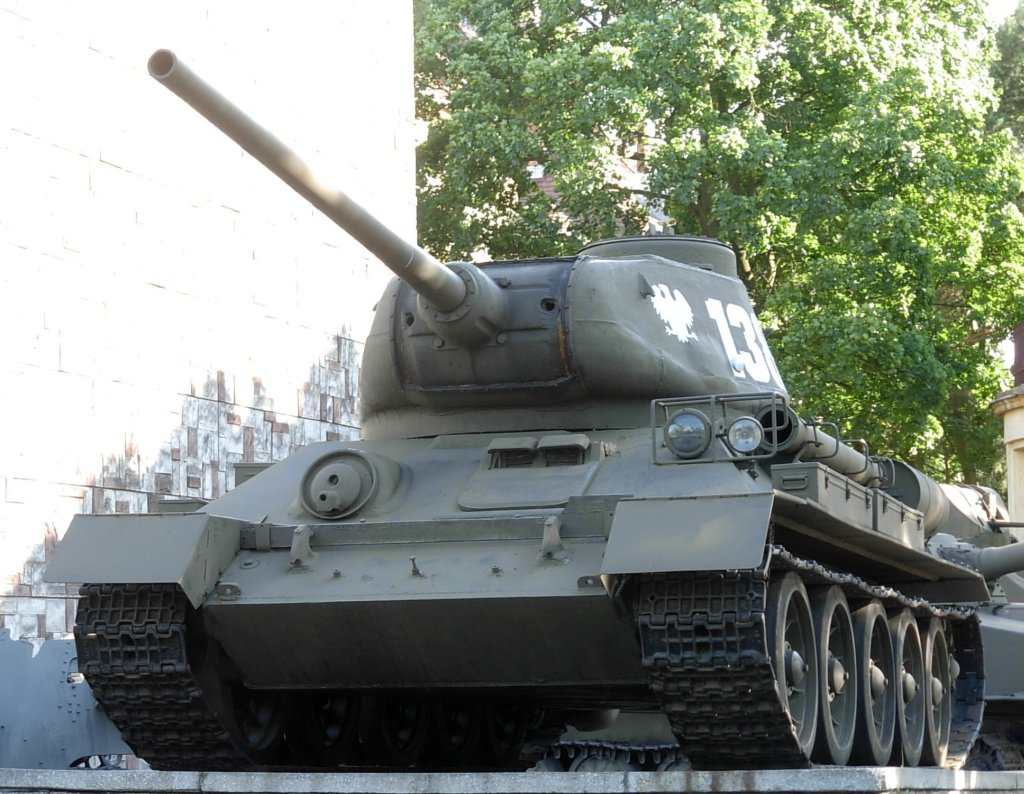
Czołg T-34/85

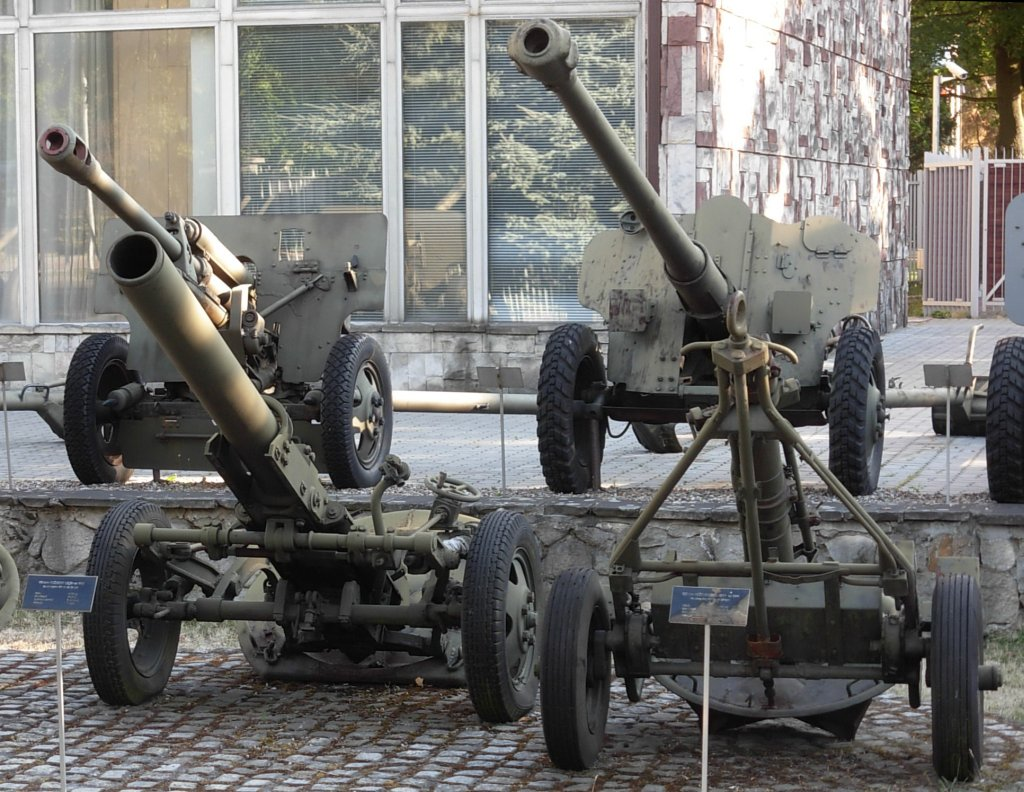
Artyleria

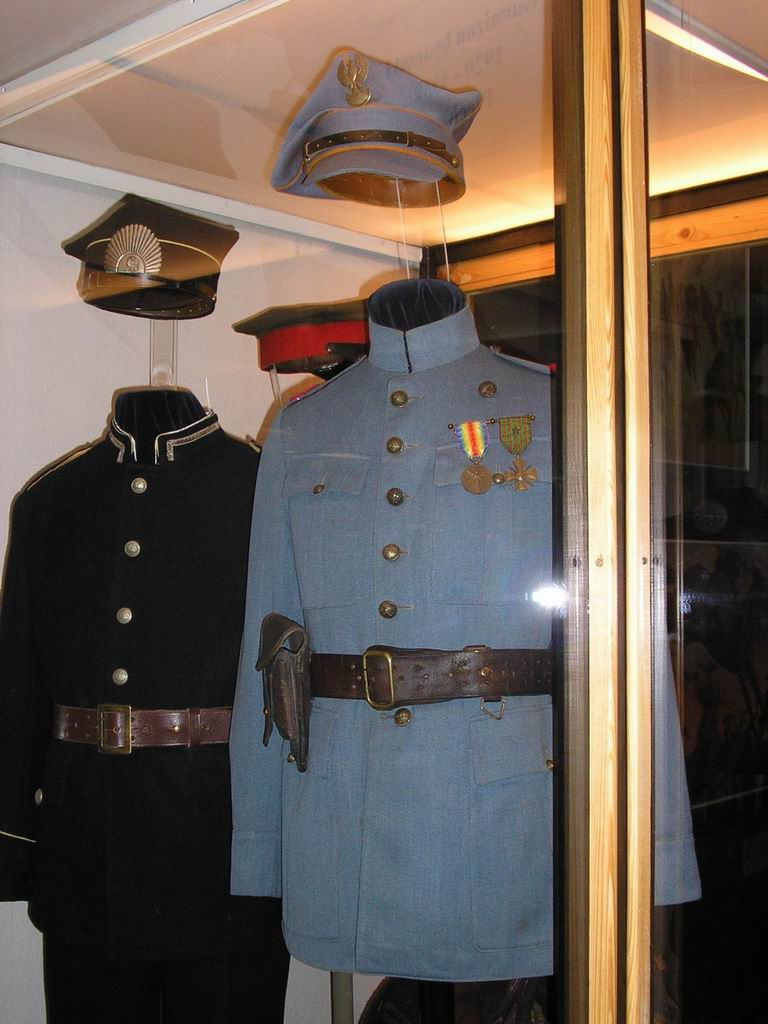
Mundur oficera błękitnej armii

Muzeum Wojsk Lądowych (do 2010 r. Pomorskie Muzeum Wojskowe) – muzeum z siedzibą w Bydgoszczy.

## Charakterystyka
Muzeum prezentuje wojskowe dzieje Pomorza i Kujaw począwszy od powstania wielkopolskiego 1918–1919. Wystawia eksponaty własne oraz będące w depozycie od innych muzeów i osób prywatnych.
Po przekształceniu w 2010 r. w jedyne w Polsce Muzeum Wojsk Lądowych, prezentuje dodatkowo zbiory wyposażenia i broni piechoty i wojsk zmechanizowanych.

## Historia
Muzeum dziedziczy tradycje przedwojennego muzeum wojskowego działającego od 1928 roku w Szkole Podchorążych dla Podoficerów w Bydgoszczy mieszczącej się w obecnym kompleksie Dowództwa POW.
Wśród najstarszych eksponatów tego muzeum znajdowały się m.in.: cegła kamienna z pokoju wielkiego mistrza zakonu krzyżackiego w Malborku, broń palna i sieczna z XVIII i XIX wieku, dyplom z autografem króla Augusta III, tabakierka podarowana przez Napoleona Bonaparte na Elbie płk. Pawłowi Jerzmanowskiemu, pęczek włosów Tadeusza Kościuszki, skorupa granatu z Olszynki Grochowskiej, zdobyczna chorągiew bolszewicka itd.
Zbiory te rozproszone w okresie okupacji nie zostały odnalezione.
W 1973 r. powstało Muzeum Tradycji Pomorskiego Okręgu Wojskowego, które funkcje sali tradycji pełniło do 1989 r. Od 1992 r. pełni rolę placówki o charakterze naukowo-badawczym, zaś 31 grudnia 2003 r. zostało przekształcone w Pomorskie Muzeum Wojskowe w Bydgoszczy.
W 2007 r. Muzeum uzyskało status państwowej instytucji kultury, zaś w 2010 r. zostało przekształcone w Muzeum Wojsk Lądowych z filiami w Toruniu (zbiory wojsk artyleryjskich i rakietowych) i Wrocławiu (zbiory wojsk inżynieryjnych).
W 2009 r. muzeum zostało wyróżnione statuetką „Dobosz Powstania Wielkopolskiego”, przyznawaną przez Zarząd Główny Towarzystwa Pamięci Powstania Wielkopolskiego 1918/1919.

## Siedziba
Współczesny budynek Muzeum, mieszczący się przy ul. Czerkaskiej na rogu ul. Gdańskiej powstał według projektu architekta Zbigniewa Kortasa w 1973 roku wzniesiony na terenie, który od 1913 roku w całości należał do Szkoły Wojennej. 11 listopada 2014 po raz pierwszy udostępniono zwiedzającym filię w dawnej jednostce wojskowej 1433 na Osowej Górze, gdzie planowane jest utworzenie Oddziału Techniki Wojskowej, do którego zostanie przeniesiony ciężki sprzęt bojowy z ul. Czerkaskiej oraz z jednostki wojskowej w Czarnem. Obszar ten, posiadający powierzchnię 5 ha, od 2011 znajdował się w użyczeniu Muzeum, a w 2018 przeszedł na jego własność. Przewiduje się powstanie w tym miejscu stworzenie stałej ekspozycji ciężkiego sprzętu wojskowego, budowę magazynów oraz warsztatów remontowych, a także stworzenie toru do prezentacji eksponatów.

## Ekspozycja

### Wystawy stałe
Ekspozycja główna zawiera grupy związane m.in. z następującą tematyką:
- Wojsko polskie w dobie powstań narodowych XVIII-XIX wieku;
- Powstanie wielkopolskie;
- Garnizon Bydgoszcz 1920–1939 – piechota, pancerniacy, artyleria i kawaleria, marynarka wojenna, saperzy, lotnicy, szkoły wojskowe;
- galeria malarstwa batalistycznego;
- Polskie Siły Zbrojne na Zachodzie;
- Armia Polska w ZSRR 1943–1945;
- Polski ruch oporu w czasie II wojny światowej;
- sylwetki bydgoszczan, których działalność w przededniu i w trakcie II wojny światowej w znacznym stopniu przyczyniły się do zwycięstwa koalicji antyhitlerowskiej (m.in. pamiątki po kryptologu Marianie Rejewskim);
- Katyń. Martyrologia ludności Pomorza;
- wyposażenie wartowni z lat 50. XX wieku;
- pistolety i rewolwery XX wieku;
- Wojsko Polskie 1946–1956;
- Pomorski Okręg Wojskowy 1945–2005;
- ciężki sprzęt wojskowy z okresu II wojny światowej;
- generalicja Wojska Polskiego na Pomorzu;
- falerystyka, odznaki pamiątkowe, odznaczenia;
- żołnierze Pomorskiego Okręgu Wojskowego w misjach pokojowych;
- ściana Pamięci - foyer Muzeum;
- sala rycerska.

W zbiorach muzeum znajdują się m.in. karabin przeciwpancerny wz. 35 Ur czy pistolet maszynowy Mors. Z Norwegii i Finlandii udało się pozyskać armaty kal. 105 mm i 120 mm, armatę polową kal. 76,2 mm oraz haubicę górską kal. 100 mm. W 2014 z Wielkiej Brytanii pozyskano czołg Chieftain.
Na dziedzińcu muzeum znajduje się ekspozycja plenerowa z ok. 50 egzemplarzami ciężkiego sprzętu wojskowego. Wśród nich znajdują się następujące obiekty:
- armaty przeciwpancerne o kalibrach od 45 do 100 mm;
- 155 mm francuska ciężka armata polowa z 1861 r. wyprodukowana w Liège i zdobyta przez armię pruską podczas wojny z Francją 1870–1871; amerykańska haubica M 109 (jedyna w kraju) oraz radziecka 2S1 Goździk;
- artyleria przeciwlotnicza, m.in. działka okrętowe;
- wielozadaniowy transporter - ciągnik MTS-306;
- schrony: bojowy i wartowniczy oraz pancerna kopuła obserwacyjna pochodząca z umocnień  Wału Pomorskiego;
- kolekcja czołgów i pojazdów opancerzonych, m.in. kołowe transportery opancerzone: BTR-152, BTR-60, SKOT, BRDM-2, czołgi średnie T-34/85 i T-55A, czołg pływający PT-76; czołg T-72 i brytyjski Chieftain w wersji Mk. 11;
- radziecka wyrzutnia niekierowanych pocisków rakietowych „Katiusza” zamontowana na podwoziu samochodu ZIS-6;
- kolekcja armat przeciwpancernych, m.in. 85 mm armaty ppanc. D-44 wz. 1944,  100 mm armata ppanc. BS-3 wz. 1944;
- kolekcja moździerzy o kalibrach od 82 do 160 mm;
- sprzęt rakietowy, m.in. operacyjno-taktyczna rakieta ziemia-ziemia typu 8K-14 („Scud”) o zasięgu do 300 km, z możliwością przenoszenia klasycznych i jądrowych głowic bojowych, zestawy przeciwlotnicze klasy ziemia - powietrze „Wołchow” i „Kub” oraz zbiornik na ciekły tlen rakiety V-2 znaleziony w okolicy byłego niemieckiego poligonu rakietowego w Borach Tucholskich;
- Most Baileya – brytyjski drogowy most składany z okresu II wojny światowej;
- wozy zabezpieczenia technicznego WZT-1, gąsienicowy transporter opancerzony MT-LB;
- rzeźby w drewnie i kamieniu, m.in. Edmunda Majkowskiego „Nad Turią i Bugiem”.

### Wystawy czasowe
Tematyka wystaw czasowych związana jest głównie z historią wojskowości i regionu, a także nawiązuje do rocznic wielkich wydarzeń.
Wśród wystaw z lat 2006–2009 znalazły się m.in.:
60. rocznica zakończenia II wojny światowej, mundur i broń polskiego żołnierza w latach 1939–1945, gen. Władysław Anders i jego żołnierze, Oni ocalili Londyn –  Polacy w walce z V1, V2, Gew88, Mosin – zmierzch epoki, Pancerniacy generała Maczka.